# 1470年代
1470年代（せんよんひゃくななじゅうねんだい）は、西暦（ユリウス暦）1470年から1479年までの10年間を指す十年紀。

## できごと

### 1471年
- 10月25日（文明3年9月12日） - 桜島の「文明大噴火」。

### 1479年
- カスティーリャ王国・アラゴン王国合同、スペイン王国成立。